# Áporka
Áporka ist eine ungarische Gemeinde im Kreis Ráckeve im Komitat Pest.

## Geografische Lage
Àporka liegt rund 30 Kilometer südlich des Stadtzentrums von Budapest und etwa 10 Kilometer nordöstlich der Kreisstadt Ráckeve am linken Ufer eines Seitenarms der Donau (Ráckevei-Duna). Nachbargemeinden sind Majosháza im Norden
und Kiskunlacháza im Süden.

## Geschichte
Àporka und die Umgebung der Ortschaft ist seit der Bronzezeit bewohnt. Zur Zeit der Árpáden war der Ort als Szentkirály bekannt. Nach den Verwüstungen im 16. und 17. Jahrhundert wurde die Ortschaft von slowakischen Siedlern besiedelt.
Im Jahr 1910 hatte die Ortschaft insgesamt 975 Einwohner und gehörte zum Komitat Pest-Pilis-Solt-Kiskun.

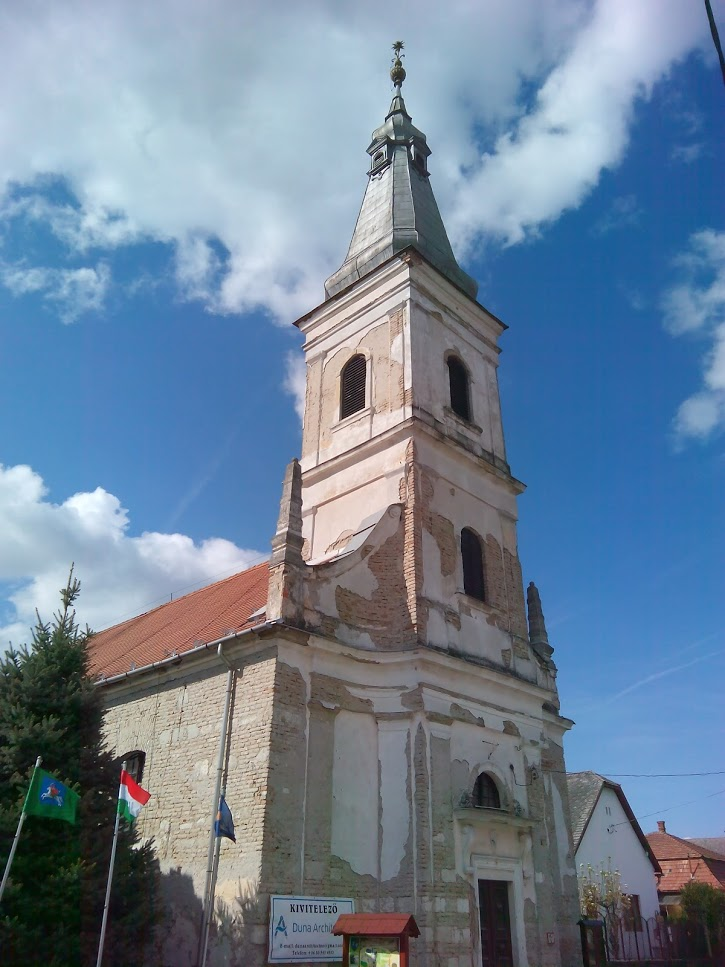
Reformierte Kirche

## Sehenswürdigkeiten
- Reformierte Kirche, erbaut 1786 im spätbarocken Stil
- Aus Holz geschnitzte Gedenkstelen (ungarisch kopjafa) auf dem alten Friedhof von Áporka
- Weltkriegsdenkmal (I. világháborús emlékmű)

## Verkehr
Am östlichen Rand von Àporka verläuft die Hauptstraße Nr. 51. Es bestehen Busverbindungen nach Majosháza, über  Kiskunlacháza nach Ráckeve, in die Budapester Innenstadt sowie in südliche Richtung nach Kunszentmiklós. Die nächstgelegenen Bahnhöfe befinden sich nordöstlich in Délegyháza und südöstlich in Kiskunlacháza.